# Meistaradeildin (1958)
W roku 1958 odbyła się 16. edycja Meistaradeildin (dziś zwanej Formuladeildin), czyli pierwszej ligi piłki nożnej archipelagu Wysp Owczych. Tytuł obronił KÍ Klaksvík, zwycięzca dwóch poprzednich sezonów.
W rozgrywkach brało udział 5 zespołów.

## Uczestnicy
| Uczestnicy Meistaradeildin 1957                                                                               | Uczestnicy Meistaradeildin 1957 | Uczestnicy Meistaradeildin 1957 | Uczestnicy Meistaradeildin 1957 |
| --- | ------------------------------- | ------------------------------- | ------------------------------- |
| KÍ | KÍ Klaksvík                     | 1                               |                                 |
| VB | VB Vágur                        | 2                               |                                 |
| TB | TB Tvøroyri                     | 3                               |                                 |
| B36 | B36 Tórshavn                    | 4                               |                                 |
| HB | HB Tórshavn                     | 5                               |                                 |
| Oznaczenia: - kolumna pierwsza – skróty nazw drużyn, - kolumna trzecia – miejsce zajęte w poprzednim sezonie. |                                 |                                 |                                 |

## Rozgrywki

### Tabela
| Lp. | Drużyna         | M | Z | R | P | Bramki | Bramki | Różn. | Pkt | Uwagi |
| --- | --------------- | - | - | - | - | ------ | ------ | ----- | --- | ----- |
| 1   | KÍ Klaksvík (M) | 8 | 6 | 0 | 2 | 23     | 8      | +15   | 12  |       |
| 2   | HB Tórshavn     | 8 | 6 | 0 | 2 | 25     | 13     | +12   | 12  |       |
| 3   | B36 Tórshavn    | 8 | 4 | 0 | 4 | 26     | 25     | +1    | 8   |       |
| 4   | TB Tvøroyri     | 8 | 3 | 0 | 5 | 16     | 27     | −11   | 6   |       |
| 5   | VB Vágur        | 8 | 1 | 0 | 7 | 13     | 30     | −17   | 2   |       |

### Wyniki spotkań
| Gospodarz \ Gość | B36  | HB  | KÍ  | TB  | VB  |
| B36 Tórshavn     |      | 2:3 | 1:3 | 4:3 | 7:2 |
| HB Tórshavn      | 6:2  |     | 3:0 | 2:1 | 4:2 |
| KÍ Klaksvík      | 5:01 | 2:1 |     | 5:0 | 4:1 |
| TB Tvøroyri      | 1:6  | 4:2 | 0:4 |     | 3:1 |
| VB Vágur         | 2:4  | 0:4 | 2:0 | 3:4 |     |

Aktualne na 14 marca 2015. Źródło: FaroeSoccer.com
Objaśnienia:
1Drużyna gospodarzy jest wymieniona po lewej stronie tabeli.
Kolory: zielony – zwycięstwo gospodarzy, żółty – remis, różowy – zwycięstwo gości.
Objaśnienia:
1. KÍ Klaksvík zwyciężył walkowerem. Ponieważ B36 Tórshavn nie wystawił na mecz pełnego składu, KÍ przyznano zwycięstwo w wysokości najwyższego zwycięstwa uzyskanego wcześniej w lidze[1].